# 偰慶壽
偰慶壽（韓語：설경수，14世纪？—？）。本貫慶州偰氏，高麗王朝末期及朝鮮王朝文官。
其父親偰遜逝世，偰慶壽為他服孝。恭愍王認為他是色目人，不必守漢人禮節，特命脫去孝服參加科舉考試。恭愍王时文科及第。1392年，李成桂篡高麗自立，建立朝鮮王朝，被任命為直提學（직제학）。曾参与修订1395年的天象列次分野之图，据研究认为在修订工作中偰庆寿主要负责书写。
偰慶壽的祖先來自高昌回鶻，在元朝屬於色目人，後來歸化高麗。

## 家庭
- 父：偰遜
- 兄：偰長壽
- 弟：偰眉壽
- 子：偰循

## 脚注
1. 1 2  경주설씨 慶州偰氏
2. ↑  설경수 偰慶壽
3. ↑  黄时鉴：高昌偰氏入东遗事，载黄时鉴. . 中西书局. 2011-02-01: 98–117. ISBN 9787547501474.